# 耶穌的真實王朝
《耶穌的真實王朝》（英語：The Jesus Dynasty），聖經學者詹姆斯·泰伯（James D. Tabor）於2006年出版的著作，以新的考古證據及古代文獻，提出對耶穌家族的一個新詮釋。

## 中譯本
中譯者薛絢，大塊文化出版社，2008年1月28日出版，ISBN：9789862130278。 

## 外部連結
- 耶穌的真實王朝網站 （页面存档备份，存于）